# Националсоциалистическа нидерландска работническа партия
Националсоциалистическа нидерландска работническа партия (НСНАП) (на нидерландски: Nationaal-Socialistische Nederlandsche Arbeiderspartij, NSNAP) е нацистка политическа партия в Нидерландия.

## История
Опитвайки се да копира фашизма на другите, а именно Адолф Хитлер, партията не успява да постигне успех и е обвинена от съперници като Националсоциалистическото движение в Нидерландия (НСБ) и Главната холандска фашистка лига, че са твърде умерени за фашистко движение.
Партията поглежда към Националсоциалистическата германска работническа партия за своето вдъхновение, създавайки свой собствен батальон в имитация на СС и собствена Нидерландска младеж като Хитлерюгенд, както и копирането на черната свастика в бял кръг на червен фон като емблема. За разлика от своите крайнодесни колеги, които твърдят, че подкрепят холандския патриотизъм, НСНАП търси пълно присъединияване на Нидерландия към Третия райх, политика, която печели малко подкрепа като 998 гласа, които партията, получава на изборите през 1937 г. За разлика от НСБ, НСНАП се фокусира върху антисемитизма и денонсира НСБ като еврейско доминирана, псевдо-националсоциалистическа организация.
Ван Рапард не може да обедини партията и 3 отделни групи претендират за името НСНАП, на майор Корнелис Крайт, а друга на Алберт ван Ватерланд (който си сменя истинското фамилно име де Йоде, което значи евреин). Този фракционализъм гарантира, че Алфред Розенберг, който обмисля възможността да подкрепи партията с германски пари, губи интерес и така трите НСНАП изчезват.
НСНАП не печели от германското нахлуване през 1940 г., тъй като германските власти избират Антон Мусерт от съперниците НСБ за основен бенефициент, а версията на майор Крайт за партията се влива в движението на Мусерт в края на 1940 г. НСНАП се разпада напълно на 14 декември 1941 г., когато Артур Сайс-Инкуарт забранява всички партии, с изключение на НСБ. С ван Рапард в активна служба на Вафен-СС, повечето от останалите членове на НСНАП приемат решението и започват да подкрепят НСБ на Мусерт.